# Claudia Öhlschläger
Claudia Öhlschläger (* 1963 in Mannheim) ist eine deutsche Germanistin und Komparatistin an der Universität Paderborn.

## Wissenschaftlicher Werdegang
Ab 1983 studierte sie Germanistik, Geschichte, Italianistik und Kunstgeschichte an der Ruprecht-Karls-Universität Heidelberg, wechselte 1986 an die Ludwig-Maximilians-Universität München, wo sie 1990/1991 das Erste Staatsexamen für Lehramt an Gymnasien ablegte und parallel mit dem Magister Artium (M.A.) abschloss. Sie promovierte 1994 mit dem Thema „Unsägliche Lust des Schauens. Die Konstruktion der Geschlechter im voyeuristischen Text“ und habilitierte sich 2002/2003 zum Thema „Abstraktionsdrang. Wilhelm Worringer und der Geist der Moderne“. Seit 2004 ist sie Professorin für Vergleichende Literaturwissenschaft und Intermedialität an der Universität Paderborn. Im März 2007 hatte sie eine Gastprofessur an der École Normale Supérieure Rue d’Ulm in Paris inne, im Frühjahr 2010 die Max-Kade-Gastprofessur am Department of German Studies der University of Washington in Seattle. 2019 folgte eine Gastdozentur an der Université Sorbonne Nouvelle, Paris 3 (Département Etudes germaniques), im Herbst/Winter 2022 und 2024 Dozentenmobilitäten an den Universitäten Salzburg und Verona.

## Forschungsschwerpunkte
Claudia Öhlschlägers Forschungsschwerpunkte liegen in der Europäischen Literatur des 18. bis 21. Jahrhunderts, in den Bereichen Intermedialität, Poetologien der Wahrnehmung, W.G. Sebald, Narration und Ethik, Europäische Avantgarden, Kulturen des Kleinen, Reise- und Städtefeuilletons der Weimarer Republik, Konzepte des Humanismus in der Weimarer Republik und im Exil sowie bei Geschlechterstudien bis 1990.
In ihren wissenschaftlichen Publikationen zu W.G. Sebald setzte sie sich u. a. mit den Themen Kulturelles Gedächtnis und Medien des Gedächtnisses auseinander. Zur Reiseliteratur und zu Städtefeuilletons der Weimarer Republik liegen Aufsätze zu Walter Benjamin, Siegfried Kracauer, Franz Hessel, Joseph Roth und Robert Musil vor. Zusammen mit Sabiene Autsch (Kunst/Kunstgeschichte und ihre Didaktik, Universität Paderborn) gab sie 2014 den Sammelband „Kulturen des Kleinen. Mikroformate in Literatur, Kunst und Medien“ heraus, 2020 folgte ein Sammelband zu „Urbane Kulturen und Räume intermedial: Zur Lesbarkeit der Stadt in (Journal)Literatur, Medien und Künsten“. Das vom DAAD geförderte Tagungs- und Publikationsprojekt „Narrative des Humanismus in der Weimarer Republik und im Exil“ fand 2021–2023 in Kooperation mit den Universitäten Verona und Foggia (Italien) statt. Es folgte ein von der Zeit-Stiftung Ebelin und Gerd Bucerius gefördertes Tagungs- und Publikationsprojekt zu „Kulturkonservatismus, Geistesaristokratie, Ressentiment: Kritische Perspektiven auf literarische Intellektuellendiskurse seit 1918 und ihre gegenwärtige Aktualität“. Zusammen mit Martin Schneider (Paderborn) konnte im Rahmen des Wissenschaftskollegs Data Society der Universität Paderborn ein Projekt zu „Mensch-Maschine. Diskurse und Konzepte in Wirtschafts- und Kulturwissenschaften“ bearbeitet werden.

## Privates
Claudia Öhlschläger hat zwei Söhne.

## Schriften (Auswahl)
Claudia Öhlschläger ist Autorin zahlreicher Aufsätze und Artikel sowie (Mit-)Herausgeberin wissenschaftlicher Sammelbände zu den Themenschwerpunkten ihrer Forschungstätigkeit. In Zusammenarbeit mit Joachim Jacob (Gießen), Christine Lubkoll (Erlangen) und Mathias Mayer (Augsburg) ist sie Mitherausgeberin der Reihe „Ethik. Text. Kultur“ beim Brill-Fink-Verlag.
Monografien:
- Unsägliche Lust des Schauens. Die Konstruktion der Geschlechter im voyeuristischen Text. Freiburg im Breisgau 1996, ISBN 3-7930-9135-X.
- Abstraktionsdrang. Wilhelm Worringer und der Geist der Moderne. Paderborn 2005, ISBN 3-7705-4078-6.
- Beschädigtes Leben. Erzählte Risse. W. G. Sebalds poetische Ordnung des Unglücks. Freiburg im Breisgau 2006, ISBN 3-7930-9459-6.